# Maison-forte d'Azinière
La maison-forte d'Azinière est un édifice situé dans la commune française de Saint-Georges-d'Aurac, en Haute-Loire.

## Situation
La maison-forte est située dans la communauté de communes des Rives du Haut Allier dans l'ancienne région historique d'Auvergne, au lieu-dit d'Azinière mentionné pour la première fois vers l'an 1000.

## Histoire
Jusqu'au XVe siècle, l'édifice est le fief d'une famille éponyme de chevalerie.

## Description
La bâtisse était autrefois protégée par une enceinte fortifiée couronnée de mâchicoulis. Elle abrite une tour-logis quasiment carrée, entourée à sa base par une escarpe inclinée et flanquée en sa façade principale par une tourelle d'escalier.
L'architecture de cet édifice est typique de différents monuments présents en Haute-Loire qui partagent diverses similitudes.

## Protection
Les façades et les toitures, la cheminée du rez-de-chaussée, la salle du XVIIIe siècle et têtes sculptées à l'entresol du premier étage sont inscrits au titre des monuments historiques par arrêté du 19 décembre 1985.